# Amsterdams Philharmonisch Orkest

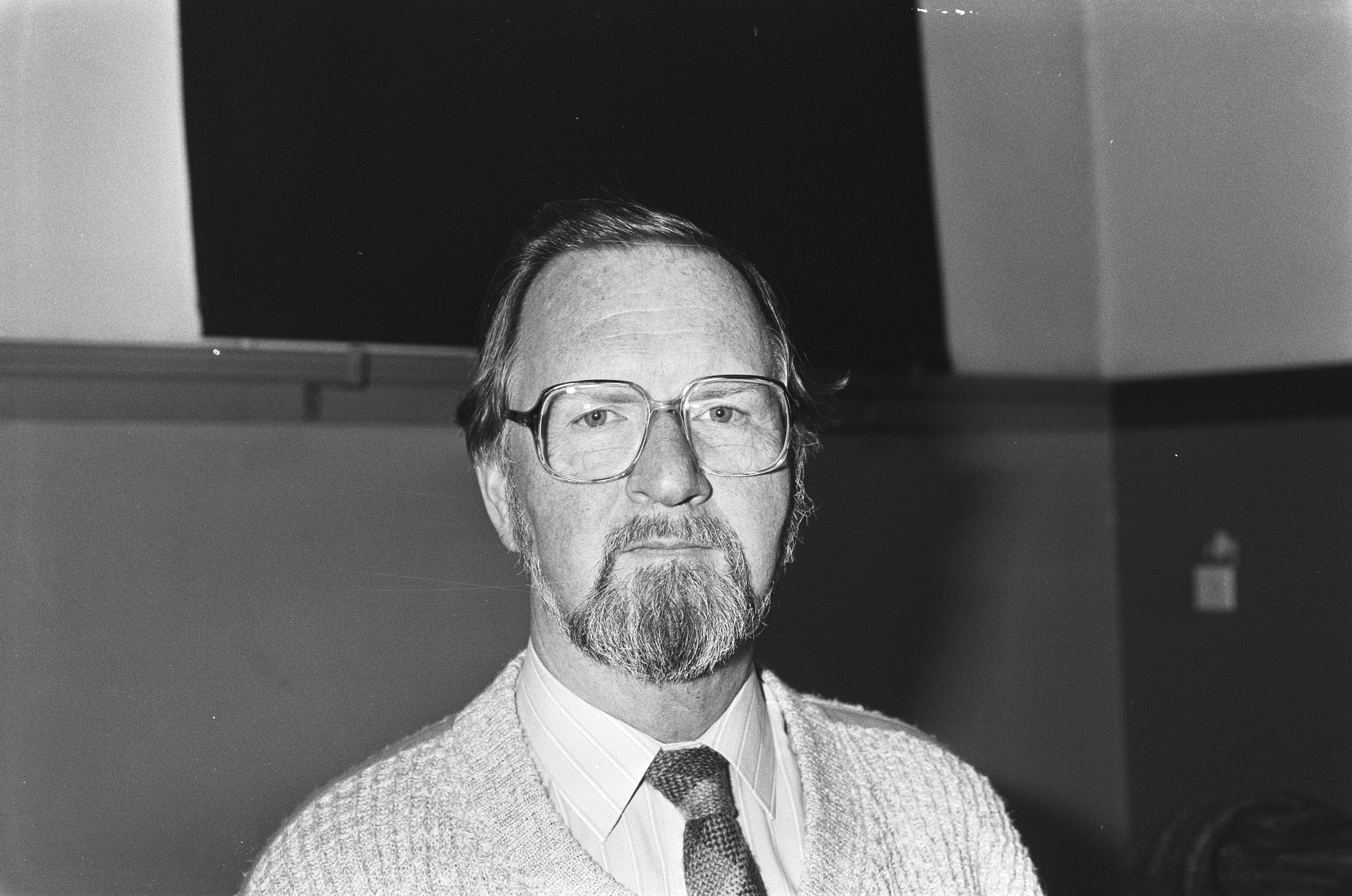
Anton Kersjes was vele jaren de dirigent van het Kunstmaand Orkest / Amsterdams Philharmonisch Orkest

Het Amsterdams Philharmonisch Orkest was een Nederlands symfonieorkest. Het orkest werd opgericht in 1953 door de pianist Jan Huckriede als Kunstmaand Orkest, het orkest van het Amsterdamse festival Kunstmaand.
Vanaf de oprichting stond het orkest onder leiding van chef-dirigent Anton Kersjes. Al spoedig trad het ook buiten de Kunstmaand op en kreeg het naam in Amsterdam en daarbuiten door school- en wijkconcerten. Aan het einde van de jaren vijftig en het begin van de jaren zestig werden Kersjes en het Kunstmaand Orkest zeer populair dankzij een reeks televisieoptredens bij de KRO. Belangrijk was ook de inzet van het Kunstmaand Orkest voor de PMC-concerten (Premie van de Maand Club) van Albert Heijn. Door een programmering met 'gouden meesterwerken' werd zo een nieuw publiek naar de concertzaal getrokken. Kersjes toonde zich bij die concerten ook een getalenteerd verteller over muziek.
In 1969 werd de naam veranderd in Amsterdams Philharmonisch Orkest (APhO). Kenmerkend voor het orkest was de openheid en mentaliteit van ‘doe maar gewoon, dan speel je goed genoeg’. Dat weerhield het orkest er niet van bijzondere projecten te presenteren. Kersjes was in Nederland de eerste dirigent die de muziek van Dmitri Sjostakovitsj veelvuldig op het programma zette. In 1972 volgde een tournee door de toenmalige Sovjet-Unie. Bijzonder, omdat de grenzen van dit land niet vaak open gingen voor concertreizen. Naast concerten in Moskou, was het AphO ook te beluisteren in Litouwen en Letland. In 1977 ging het orkest nogmaals naar de Sovjet-Unie. In de jaren zeventig was Kees Bakels enige tijd assistent-dirigent van het orkest.
De stringente bezuinigingspolitiek van het eerste kabinet Lubbers leidde ertoe dat het Amsterdams Philharmonisch orkest in 1985 moest samengaan met het Utrechts Symfonie Orkest en het "oude" Nederlands Kamerorkest in het nieuwe Nederlands Philharmonisch Orkest met het "nieuwe" Nederlands Kamerorkest .
Van het orkest zijn weinig plaatopnamen gemaakt. Een succes was de LP met hoboconcerten, met als solist Han de Vries, die in de jaren zeventig verscheen. Kort voor de opheffing van het orkest kwam een cd uit met de eerste symfonie van Mahler, gespeeld onder leiding van gastdirigent Arpad Jóo.
Landelijk: Koninklijk Concertgebouworkest · Nederlands Philharmonisch Orkest · Nederlands Kamerorkest 

Landelijk/regionaal: Holland Symfonia · Rotterdams Philharmonisch Orkest · Residentie Orkest

Regionaal: Noord Nederlands Orkest · Orkest van het Oosten · Het Gelders Orkest · RBO Sinfonia · philharmonie zuidnederland · Het Zeeuws Orkest 

Orkesten van de Omroep: Radio Filharmonisch Orkest · Radio Kamer Filharmonie · Metropole Orkest

Opgeheven of gefuseerd: Amsterdams Philharmonisch Orkest · Frysk Orkest · Gewestelijk Orkest voor Zuid-Holland · Overijssels Philharmonisch Orkest / Forum Filharmonisch · Nederlands Balletorkest · Noordelijk Filharmonisch Orkest · Noordhollands Philharmonisch Orkest · Omroep Orkest · Radio Kamerorkest · Radio Symfonie Orkest · Utrechts Symfonie Orkest · Brabants Orkest · Limburgs Symfonie Orkest · West Nederlands Symfonie Orkest · Zuid-Hollands Orkest